# Completely Knocked Down
Der Begriff Completely Knocked Down (deutsch wörtlich „komplett zerlegt“; Abkürzung CKD) stammt aus der Automobilindustrie und bezeichnet eine Methode der Herstellung und Vermarktung von Kraftfahrzeugen, bei der Komponenten und Baugruppen angeliefert und erst im Importland zum fertigen Fahrzeug zusammengesetzt und verkauft werden.
Neben dem Versand von Baugruppen und Einzelteilen werden auch fast fertige Fahrzeuge als Semi-Knocked-Down- (SKD) oder als Medium-Knocked-Down (MKD)-Fahrzeuge exportiert; bei diesen SKD- oder MKD-Fahrzeugen fehlen nur ganz wenige Teile, die noch eingebaut werden müssen. Im Laufe der Zeit werden häufig aus den SKD-/MKD-Fahrzeugen dann CKD-Fahrzeuge (s. weiter unten).

## Gründe
Hauptgrund für den CKD/MKD/SKD-Export sind zumeist hohe Einfuhrzölle für fahrbereite Fahrzeuge, während für Endprodukte, die teilweise oder vollständig aus Einzelteilen bestehen oder denen Einzelteile fehlen, deutlich niedrigere Einfuhrzölle gezahlt werden müssen. Durch die hohen Importzölle sind die Automobilhersteller mehr oder weniger gezwungen, möglichst viele Teile im jeweiligen Zielland zu beschaffen, die deshalb auch als local content oder national content bezeichnet werden. Dadurch wird ein Teil der Wertschöpfung bei der Fahrzeugherstellung im jeweiligen Land erbracht und zugleich eine nationale Zulieferindustrie mit eigenem Produktionswissen aufgebaut. Der Anteil des local content und dessen Steigerung im Laufe der Zeit ist oft ein Bestandteil der CKD-Verträge (siehe Local-Content-Klausel). Ein anderer Grund für die CKD-Produktion liegt im relativ einfachen Start einer lokalen Fahrzeugfertigung in Schwellenländern, wobei zunächst nur wenige Fahrzeuge und wenige Fahrzeugvarianten hergestellt werden. So bleiben die Investitionen für den Automobilhersteller auf dem neuen Markt überschaubar. Zudem können die lokalen Arbeitskräfte zunächst die Endmontage kennenlernen und mit steigendem Lern- und Entwicklungsgrad sukzessive weitere Arbeitsinhalte übernehmen.

## CKD-Zerlegungsgrad
Der CKD-Zerlegungsgrad gibt an, welche Einzelteile und Baugruppen eines Fahrzeuges (in welchem Bauzustand) versendet werden, aus denen das Fahrzeug dann im Importland zusammengebaut wird. So kann bei einem Fahrzeug die Karosserie entweder aus einzelnen Teilen und bereits verschweißten Baugruppen versandt und in einem CKD-Werk zusammengebaut werden, oder die lackierte Rohkarosse wird als Ganzes ex- bzw. importiert. Im letzteren Fall spricht man auch von SKD- oder MKD-Fahrzeugen. Dadurch spart man die Investition für einen lokalen Karosseriebau und die Lackieranlage, welche die größten Investitionen im Automobilbau darstellen. Ein Beispiel ist der MAN Lion’s Coach, dessen Karosserie aus dem Werk in Ankara (Türkei) unter anderem nach Santiago de Querétaro (Mexiko) exportiert wird und dort für den lokalen Vertrieb auf ein lokal gefertigtes CKD-Chassis montiert wird.
Werden Fahrzeuge vollständig im Herkunftsland gefertigt oder werden nur Details in der Produktion ausgelassen, spricht man dagegen von CBU-Fahrzeugen (Completely Built Up) bzw. FBU-Fahrzeugen (Fully Built Up). Der Begriff „Zerlegung“ suggeriert, dass das Fahrzeug erst zusammengebaut und dann wieder zerlegt wird, was aber nur selten bzw. in Ausnahmefällen vorkommt. Ein Beispiel dafür ist der Kleintransporter Mercedes-Benz Sprinter, der für den Vertrieb in den USA vollständig in Deutschland (Düsseldorf und Ludwigsfelde) mit den markentypischen Details als Mercedes-Sprinter, als auch Freightliner-Sprinter, gebaut wird. Die in Düsseldorf produzierten geschlossenen Varianten werden noch in Düsseldorf im Auftrag vor dem Versand in Buchungen teilzerlegt, d. h. Motor, Achsen, Blattfedern, Tank und Gelenkwellen (Kardanwellen) werden demontiert, dem Fahrzeug durch Beschriftung zugeordnet, verpackt und separat zur Karosserie verschifft. Diese wird dazu auf ein vor Ort produziertes Holzgestell gesetzt und verschraubt. Aufgrund der Innenhöhe der Container können keine Varianten mit Super-Hochdach verschifft werden. Die Wiedermontage erfolgt in North Charleston. Seit 2018 wird in North Charleston in einem vergrößerten Werk nicht mehr nur montiert, sondern komplett gefertigt.
Bereits bei der technischen Entwicklung eines Fahrzeuge muss der Zerlegungsgrad mit berücksichtigt werden. Fahrzeuge, die bereits mit Blick auf eine CKD-Fertigung entwickelt wurden, finden sich z. B. in den Programmen von Fiat (Palio, Siena), Škoda (Fabia) und Dacia (Logan).
Die Bestimmung des Zerlegungsgrades ist ein wesentlicher Prozessschritt in der CKD-Abwicklung, der eng mit der Fertigung in den Herstellerwerken und dem entsprechenden CKD-Montagewerk abgestimmt werden muss. Je geringer der Zerlegungsgrad eines Fahrzeuges, desto weniger Baugruppen oder Module werden versendet und desto geringer ist der Montageaufwand und die Wertschöpfung im CKD-Montagewerk. Je höher der Zerlegungsgrad, desto mehr Einzelteile werden versendet und desto höher ist der Produktionsanteil und die Wertschöpfung in dem jeweiligen Land und desto leichter lassen sich die Teile „lokalisieren“.

## Dokumentation des CKD-Zerlegungsgrades
Der Zerlegungsgrad eines CKD-/SKD-Fahrzeuges kann entweder in der normalen Produktionsstückliste oder in einer separaten CKD-/SKD-Stückliste dokumentiert werden. Erfolgt die Dokumentation in der Produktionsstückliste, werden die zu liefernden Einzelteile und Baugruppen z. B. durch die jeweilige betroffene CKD-Nummer gekennzeichnet. Bei der Dokumentation mit Hilfe einer separaten CKD-Stückliste wird entweder für jede einzelne CKD-Nummer eine eigene CKD-Stückliste oder je CKD-Fahrzeugmodell eine Stückliste mit mehreren CKD-Nummern angelegt, in denen nur die jeweils zu liefernden Teile und Baugruppen eines Fahrzeuges bzw. einer Fahrzeugvariante aufgeführt sind. Da jede CKD-Nummer den Zerlegungsgrad eines ganz bestimmten Fahrzeuges für ein ganz bestimmtes Land dokumentiert, muss bei einer Änderung des 'local content' die CKD-Stückliste entsprechend angepasst werden. Die korrekte Dokumentation des aktuellen Zerlegungsgrades ist nicht nur für die Produktion, die Verpackung und den Versand wichtig, sondern vor allem auch für die Erstellung der Transportunterlagen und Exportpapiere, denn wenn die Lieferung und Lieferunterlagen nicht mit den Unterlagen zur Importgenehmigung übereinstimmen, kann die gesamte Lieferung im Zoll festgehalten werden.

## CKD-Satzbestellung und Einzelteilbestellung
CKD-Fahrzeuge können auf unterschiedliche Arten beschrieben und bestellt werden, was sich auch auf die Verpackung und den Versand der Teile auswirkt. Bei der CKD-Satzbestellung kann man drei Bestellarten unterscheiden, mit denen ein CKD-Importeur bzw. das Montagewerk die gewünschten Fahrzeugesätze bei dem Fahrzeughersteller bestellen kann:
1. der CKD-Fahrzeugsatz:
 Hier wird mit einer einzigen CKD-Fahrzeugnummer ein (mehr oder weniger) vollständiges Fahrzeug bestellt, für das dann die jeweiligen Teile und Baugruppen geliefert werden. Anhand der CKD-Fahrzeugnummer, unter dem die Teile und Baugruppen geliefert werden und die aus den Versandunterlagen und auf den Verpackungen ersichtlich sind, kann man erkennen, welche Teile und Baugruppen zu einem Fahrzeug gehören und im CKD-Montagewerk zusammengebaut werden müssen. Der CKD-Partner kann dann unter derselben CKD-Fahrzeugnummer die noch fehlenden Teile als 'local content' beschaffen oder herstellen.
2. der CKD-Teilesatz:
 Hier werden mit einer CKD-Satznummern nur bestimmte Teile-/Ausstattungsumfänge (für ein zu komplettierendes Fahrzeug) bestellt. Dadurch können unterschiedliche Fahrzeugausführungen eines CKD-Fahrzeuges bestellt und in einem CKD-Montagewerk gefertigt werden.
3. der gemischte CKD-Fahrzeug/-Teilesatz:
 Hier werden zu einem CKD-Fahrzeugsatz die abweichenden Teileumfänge für unterschiedliche der Fahrzeugvarianten mit einer unterschiedlichen CKD-Satznummern mitbestellt. Die Teile zum CKD-Fahrzeugsatz bilden quasi das Grundfahrzeug, das mit den Teilen der jeweiligen CKD-Teilesätze zu dem jeweiligen Fahrzeugmodell im CKD-Montagewerk zusammengebaut werden.

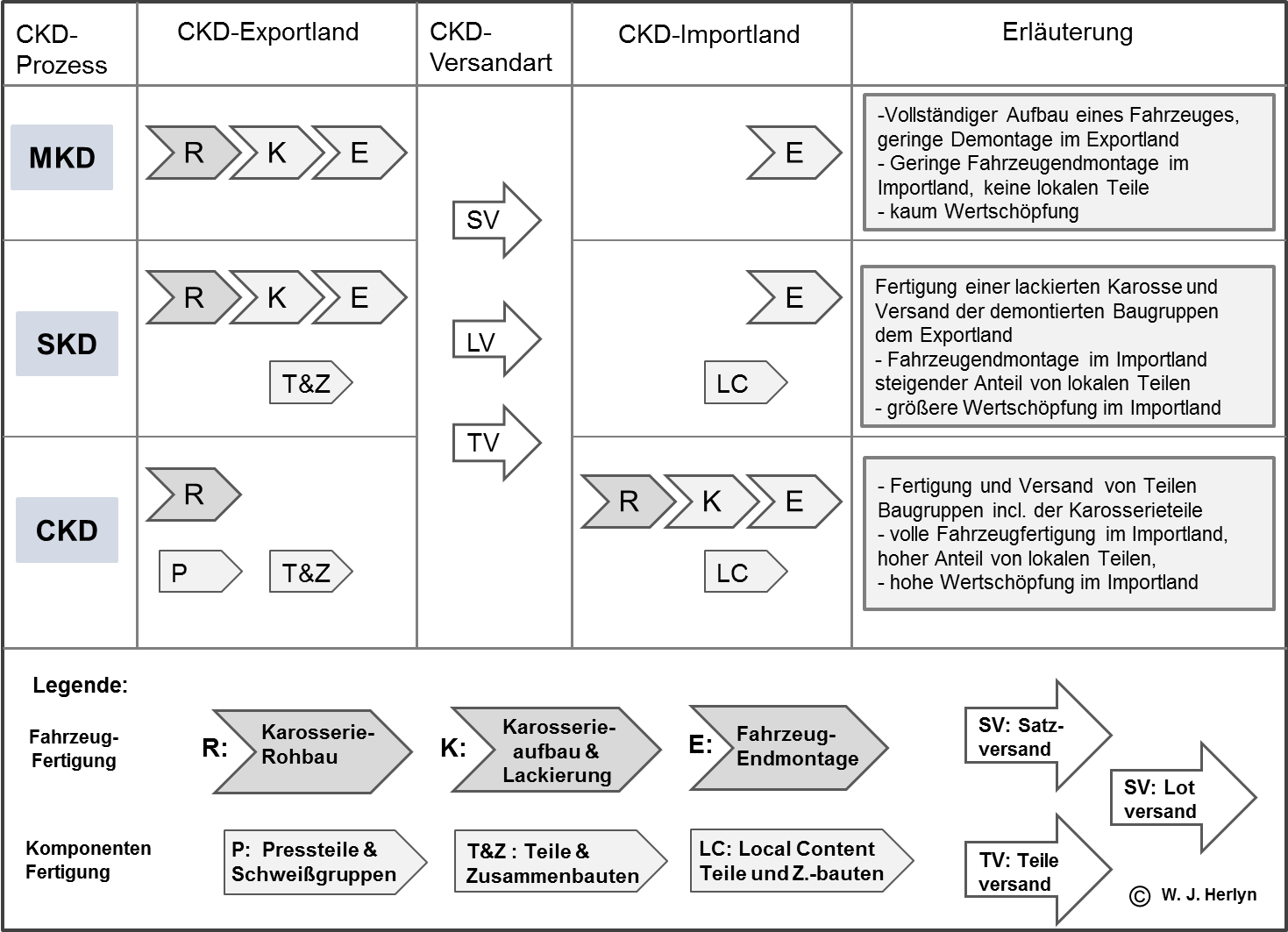
Unterschiedliche Arten der CKD-Satzabwicklung

Ein CKD-Fahrzeugsatz oder CKD-Teilesatz wird aus Kosten-, Transport- und Abwicklungsgründen meistens als 12- oder 24-Losgröße bestellt. Die gesamte CKD-Abwicklung, von der Verpackung über den Versand, die Anlieferung und Bereitstellung bis zur Montage, ist dann genau auf diese Bestell-Losgröße abgestimmt, was nicht nur die logistische Abwicklung, sondern den gesamten administrativen und finanziellen Prozess sehr vereinfacht. So können diese beiden Bestell-Losgrößen durch Verpackungsgrößen von 3, 4, 6, (8) oder 12 Teilen umgesetzt werden, wodurch immer genau die vollständige Bestellmenge erreicht wird, was die operative Steuerung und Kontrolle enorm erleichtert. Aus den gelieferten Teilen werden dann genau 12 oder 24 baugleiche Fahrzeuge montiert, für die immer die richtige Anzahl an Teilen in unterschiedlichen Verpackungsgrößen bereitgestellt wird. Dadurch wird zwar die Anzahl der möglichen Fahrzeugvarianten reduziert, für den Montageprozess, die Produktqualität und die Mitarbeiter ist dies aber eher von Vorteil, insbesondere wenn sich das CKD-Montagewerk in einem geringer industrialisierten Land mit weniger Fertigungsindustrie befindet.
Neben der Satzbestellung, die fahrzeugbezogen ist, gibt es noch die Bestellung von einzelnen Teilen durch das Montagewerk, die keinen direkten Bezug mehr zu den CKD-Fahrzeugen hat und daher mit dem klassischen CKD-Satzbestellung nichts zu tun hat. Auf diesem Weg können und müssen fehlende oder beschädigte Teile oder auch Ersatzteile bestellt werden. Jedoch wird die reine Teilebestellung aus Kostengründen und Know-how-Gründen auch über das CKD-Verpackungszentrum abgewickelt, wodurch in der Praxis eine Vermischung von Satz- und Teileabwicklung entsteht. Ab einer bestimmten Verkaufszahl von Fahrzeugen im Importland und entsprechend hohen Produktionsstückzahl im CKD-Montagewerke wird die CKD-Abwicklung von der Satz-Abwicklung auf die Teile-Abwicklung umgestellt. In diesem Fall ist das Montagewerk für die rechtzeitige Bestellung der richtigen Teile, Bestellmengen und -termine selber verantwortlich und muss diese Zahlen selber aus dem eigenen CKD-Montageprogamm ableiten.

## CKD-Verpackungszentrum
Im CKD-Prozess spielt die CKD-Verpackung und das CKD-Verpackungszentrum eine besondere Rolle, da die zu liefernden Teileumfänge aufgrund des langen Transportweges und diverser äußerer Einflüsse besonders geschützt und verpackt werden müssen. Vor allem der Schiffstransport erfordert einen speziellen Korrosionsschutz oder eine besondere Konservierung gegen jegliche Art von Umwelteinflüssen sowie einen besonderen Schutz gegen Erschütterungen, damit die Qualität der Teile während des langen Transportes nicht beeinträchtigt wird. Dafür ist oftmals die Entwicklung von speziellen Verpackungen und Transportbehältern sowie der Einsatz von besonderen Konservierungs- und Verpackungstechniken erforderlich. Das Verpackungszentrum ist zudem für die Konsolidierung aller Lieferströme verantwortlich, um eine vollständige und termingerechte Lieferung sicherzustellen. Zu den Aufgaben des Verpackungszentrum gehört darüber hinaus die Erstellung aller Liefer- und Zollpapiere sowie die Abwicklung anderer administrativer, finanzielle oder edv-technischer Fragen, hinzu kommt die Abstimmung und Koordination der Aktivitäten der am Prozess beteiligten (firmeninternen) Abteilungen, den Teilelieferanten, den logistischen Dienstleistern, den Transportunternehmen und den CKD-Montagewerken.

## CKD-Montagewerk
Das CKD-Montagewerk ist das Gegenstück zum CKD-Verpackungswerk, denn hier werden die versendeten Teile und Baugruppen zu einem Fahrzeug zusammengebaut (vgl. BMW-Werke#CKD-Montagewerke). Der Zerlegungsgrad des Fahrzeuges ist dabei auf die jeweilige Infrastruktur und technische Ausstattung des Montagewerkes sowie auf das Wissen und die Erfahrung der Mitarbeiter vor Ort abgestimmt. Bei kleinen Stückzahlen können die Fahrzeuge noch einzeln wie in einer Werkstatt zusammengebaut werden, im Laufe der Zeit kann dann die Produktion auf Fließfertigung und auf Montagelinien umgestellt werden, was dann entsprechende Investitionen erfordert.